# Brinckochrysa plagata
Brinckochrysa plagata is een insect uit de familie van de gaasvliegen (Chrysopidae), die tot de orde netvleugeligen (Neuroptera) behoort. 
Brinckochrysa plagata is voor het eerst wetenschappelijk beschreven door Navás in 1929.